# تكساس إنسترومنتس
شركة تكساس إنسترومنتس (بالإنجليزية: Texas Instruments Inc.)‏ (nyse: TXN) (رمزها في بورصة نيويورك : TXN) (nyse: TXN)، المعروفة على نطاق واسع TI، هي شركة أمريكية مقرها في دالاس، تكساس، الولايات المتحدة. تطور وتسوق أشباه الموصلات وتكنولوجيا الحاسوب. وهي ثالث أكبر مصنع لأشباه الموصلات في جميع أنحاء العالم  بعد إنتل وسامسونج، وثاني أكبر مورد لرقائق الهواتف الخلوية بعد كوالكوم، وأكبر منتج للمعالجات الإشارات الرقمية (مزودي خدمات المعطيات) وأشباه الموصلات التناظرية بين طائفة واسعة من غيرها من منتجات أشباه الموصلات. وفي عام 2010، كانت تكساس انسترومنتس في المرتبة 233 في فورتشن 500.

## أقسام الشركة
اليوم، تتكون TI من قسمين رئيسيين : أشباه الموصلات (SC)، وتكنولوجيا التعليم (ET).

## حوكمة الشركة
- ديفيد بورين[16]
- ديفيد غود [16]
- روث جان سيمونز[16]
- كريستين تود ويتمان[16]

## وصلات خارجية
- الموقع الرسمي